# Hind Rajab
Hind Rajab (àrab: هند رجب حمادة, Hind Rajab Ḥamāda) (Franja de Gaza, 13 de maig de 2018 - Gaza, 29 de gener de 2024) va ser una nena palestina de sis anys, assassinada a trets per les Forces de Defensa d'Israel (FDI), al barri de Tel al-Hawa de la ciutat de Gaza durant la guerra entre Israel i Gaza. Les autoritats palestines van acusar les tropes israelianes de matar deliberadament a Hind i a dos membres de la Mitja Lluna Roja Palestina, Yusuf Zeino i Ahmed al-Madhoun, enviats per a rescatar-la. En total, els vuit morts a l'atac van ser Hind Rajab Hamada, Bashar Hamadeh, la dona de Bashar Hamadeh, Muhammad Bashar Hamadeh, Layan Bashar Hamada, Raghad Bashar Hamada, Yusuf Zeino i Ahmed Al-Madhoun.
D'acord amb les recerques preliminars realitzades per l'ONG Euro-Mediterranean Human Rights Monitor i els testimoniatges que va recopilar, l'exèrcit israelià va assassinar premeditadament la nena i els seus familiars, a plena llum del dia. Israel va dir que les seves tropes no estaven prop del vehicle en el qual va morir. No obstant això, Al-Jazeera va qüestionar les afirmacions israelianes, informant que en aquell moment hi havia tres tancs israelians a la zona, un fet confirmat per una recerca posterior del The Washington Post basada en imatges per satèl·lit. La seva història va obtenir una important cobertura mediàtica al febrer de 2024, després que es publiqués la seva trucada telefònica en la qual demanava ajuda a la Mitja Lluna Roja Palestina amb el següent missatge a l'interlocutor: «Estic molt espantada, si us plau veniu. Veniu i emporteu-me. Si us plau, Vindreu?».

## Història
Durant la invasió israeliana de la Franja de Gaza, Israel va emetre una sèrie d'ordres d'evacuació a tota la Franja de Gaza. El 29 de gener de 2024, la seva família fugia de la ciutat de Gaza quan un tanc de l'exèrcit israelià va atacar el cotxe en el qual viatjaven Hind, el seu oncle, la seva tia i els seus tres cosins. La seva cosina, Layan Hamadeh, de 15 anys, va trucar a la Mitja Lluna Roja Palestina i els va dir que els seus pares i germans havien estat assassinats i va afegir que: «Ens estan disparant. El tanc està just al meu costat. Estem en el cotxe, el tanc està just al nostre costat», però la van matar mentre encara estava en la línia. Després de la mort de Layan van cessar els trets. Hind es va quedar sola en el cotxe i va romandre en línia amb la Mitja Lluna Roja durant tres hores, dient: «Veniu per a mi. Veniu per a mi? Tinc tanta por, veniu, si us plau!».
Com que la zona estava assetjada per l'Exèrcit israelià, la Mitja Lluna Roja Palestina es va posar en contacte amb el Ministeri de Salut de Gaza i les FDI per a garantir un pas segur perquè una ambulància i el seu personal poguessin anar a salvar a Hind. «Ens van donar llum verda per a moure l'ambulància» pel que es va enviar una ambulància; no obstant això, poc després de la seva partida, la Mitja Lluna Roja va perdre contacte amb ells. «Primer [els paramèdics] van dir que les forces israelianes els estaven apuntant amb raigs làser... I després sentim el so d'un tret abans de perdre la connexió. Va ser com un tret o una explosió, no estàvem segurs del que va passar». Durant dotze dies es desconeixia quin havia estat el destí de Hind i dels paramèdics que havien anat a auxiliar-la.
El 10 de febrer de 2024, la família va tornar al barri després de la retirada de les FDI, moment en el qual van trobar el cotxe amb Hind i tota la família del seu oncle morts pel foc dels tancs israelians. També van trobar l'ambulància de la Mitja Lluna Roja que havia anat a socórrer-la a uns metres de distància, completament destruïda per un míssil israelià. Segons va informar la Mitja Lluna Roja en un comunicat: 
| « | Es va descobrir que l'ambulància de la Mitja Lluna Roja Palestina va ser bombardejada a la zona de Tel al-Hawa, cosa que va provocar la mort dels membres de la tripulació Yusuf Zeino i Ahmed Al-Madhoun, que havien estat desapareguts des de la missió de rescat de la nena Hind Rajab fa 12 dies. Tot i la coordinació prèvia per permetre que l'ambulància arribés al lloc per rescatar Hind, l'ocupació israeliana va apuntar deliberadament l'equip d'ambulància de la Mitja Lluna Roja Palestina. | » |

Poc després de conèixer-se l'incident, la CNN va donar a l'exèrcit israelià les coordenades proporcionades per la Mitja Lluna Roja Palestina. En resposta, les FDI van dir que «no estaven familiaritzades amb l'incident descrit». Quan la CNN va tornar a posar-se en contacte amb ells van dir que «continuaven investigant-ho».

## Recerca
D'acord amb les recerques preliminars realitzades per l'organització no governamental Euro-Mediterranean Human Rights Monitor i els testimoniatges que va recopilar, Hind Rajab i els seus familiars van ser assassinats premeditadament per l'exèrcit israelià a la ciutat de Gaza, a plena llum del dia. Segons els testimoniatges recollits per l'equip Euro-Med Monitor el cotxe va ser atacat després de trobar-se amb tancs i vehicles militars israelians. Després que l'exèrcit israelià es retirés de la zona, es va trobar el cotxe amb abundants proves que demostraven que nombroses bales havien estat disparades directament contra ell. En examinar els cossos de les víctimes, es va descobrir que havien estat sotmesos a un intens foc d'armes automàtiques i trets d'artilleria.
Així mateix es va descobrir, a pocs metres de distància, l'ambulància de la Mitja Lluna Roja, enviada per a salvar a Hind, amb el motor tirat en el sòl i completament cremada. L'ambulància havia estat destruïda amb un projectil de tanc HEAT M830A1 de fabricació estatunidenca, fragments d'aquest projectil es van trobar a l'interior del vehicle. Quan se li va preguntar sobre l'ús de municions estatunidenques contra civils palestins, el portaveu del Departament d'Estat dels Estats Units, Matthew Miller, va afirmar que «no pot verificar els informes» i que «la nostra expectativa és que les utilitzin respectant plenament les lleis de la guerra».
Un portaveu de les FDI va afirmar, després d'una recerca preliminar, que no hi havia tropes israelianes prop del vehicle o dins del camp de tir; el portaveu també va al·legar que, a causa de la falta de tropes, la coordinació de les ambulàncies era innecessària per a rescatar a Rajab. En resposta a aquestes declaracions, Al Jazeera va declarar: «Israel té un historial de netejar ràpidament a les seves tropes de qualsevol irregularitat en casos d'abús contra els palestins». Una recerca de la cadena de Qatar va descobrir a més que tres tancs israelians estaven prop del vehicle de la família de Rajab en el moment de l'atac.
Una recerca del Washington Post d'abril de 2024 va refutar les declaracions de l'exèrcit israelià, concloent que vehicles blindats israelians estaven efectivament en la rodalia de l'automòbil on es va trobar el cos de Rajab i que el forat de 300 mm en l'ambulància de la Mitja Lluna Roja és consistent amb un projectil del canó d'un tanc israelià. El Post també va confirmar que les restes de l'ambulància van ser trobats en una ruta proporcionada per COGAT, un braç del Ministeri de Defensa israelià que coordina els passos segurs per a vehicles mèdics amb les FDI.

## Reaccions
El cas de Hind va tenir molta repercussió mediàtica amb crides d'activistes i organitzacions humanitàries per a ajudar a trobar-la i posar-la fora de perill quan va estar desapareguda. La seva mare va suplicar a la comunitat internacional que no oblidés a la seva filla i la portessin a casa.
L'Autoritat Nacional Palestina (ANP) va demanar a la Cort Penal Internacional (CPI) que investigués la mort de la nena i que «processi als criminals de guerra israelianes» als qui acusa de matar a la menor, a la seva família i els treballadors d'emergència que van anar a rescatar-la. La mare de la nena, Wissam Hamada, també va demanar que Israel rendís comptes per la mort de la seva filla; «per cada persona que va escoltar la meva veu i la veu suplicant de la meva filla, però no la va rescatar, els interrogaré davant Déu en el Dia del Judici», «Netanyahu, Biden i tots aquells que van col·laborar contra nosaltres, contra Gaza i el seu poble, rés contra ells des del més profund del meu cor».
Després del descobriment del cos, moltes figures pro palestines van criticar als mitjans de comunicació occidentals per haver dit que la nena havia estat «trobada morta» sense atribuir la seva causa directament a Israel, en un clar contrast amb la cobertura comprensiva de les morts de nens en la invasió russa d'Ucraïna.
D'acord amb el Ministeri de Salut de Gaza, fins al 9 de febrer de 2024, el nombre de morts, només a la Franja de Gaza, havia augmentat a més de 27.947 persones, entre ells 12.150 nens i 8.300 dones, a més d'un total de 67.459 ferits (inclosos 8.663 nens i 6.327 dones). S'estima que hi ha més de 7.000 cossos que encara es troben entre els enderrocs.